# Кім Кардаш'ян
Кíмберлі «Кíм» Нóель Кардаш'я́н (англ. Kimberly «Kim» Noel Kardashian, вірм. Քիմ Քարդաշյան; нар. 21 жовтня 1980, Лос-Анджелес, Каліфорнія, США) — американська телевізійна зірка, модель, акторка, учасниця реаліті-шоу, дизайнерка та підприємиця.

## Біографія
Народилася 21 жовтня 1980 року в Лос-Анджелесі, Каліфорнія в родині відомого адвоката Роберта Кардаш'яна та світської левиці Кріс Дженнер (прізвище після шлюбу з Брюсом Дженнером). За національністю — вірменка. Має двох рідних сестер — Кортні та Хлої, та брата Роба. Також в неї є зведені брати Бартон, Брендон і Броді Дженнери та зведена сестра Кейсі Дженнер. Після другого шлюбу матері з'явилися єдиноутробні сестри Кендалл та Кайлі. Брат Рене навчається на дантиста у Карловому універститеті у Празі.
Кім відвідувала Marymount High School, а в старших класах працювала на свого батька Роберта в музичній рекламній фірмі Movie Tunes.
Разом з Періс Гілтон, Нікі Гілтон Ротшильд, Тарою Рід, Біжу Філліпс, Кімберлі Стюарт та Ліндсі Лоан є однією з найвідоміших тусівниць Голівуду.
У вересні 2019 року у ЗМІ з'явилась інформація, нібито Кім Кардаш'ян смертельно хвора. Зірка довгий час скаржилась на хронічну втому, німоту в руках і набрякання суглобів. Лікарі діагностували у неї відразу дві невиліковні хвороби — червоний вовчак і ревматоїдний артрит.

## Кар'єра

### Реаліті-шоу
Кар'єру розпочала у жовтні 2007 року, знявшись із сім'єю в реаліті-шоу «З Кардаш'янами» (Keeping Up with the Kardashians) на кабельному каналі «E!». За перший місяць після запуску шоу стало найрейтинговішим на каналі серед жінок від 18 до 34 років. Його подивилося майже 1,3 мільйона людей. Другий сезон закріпив успіх першого та був переглянутий вже 1,6 мільйонами людей, що на 23 % більше. П'ятий сезон подивилось в середньому 3,11 мільйонів глядачів.
На сьогодні вже вийшло 5 сезонів шоу і три спін-оффи: «Kourtney and Khloe Take Miami», «Kourtney and Kim Take New York» та «Khloé & Lamar». В «Kourtney and Kim Take New York» йдеться про те, як старша сестра Кортні знову залишила домівку, взяла з собою Кім, та поїхала до Нью-Йорка відкривати третій магазин.
За 2010 рік Кім Кардаш'ян заробила шість мільйонів доларів та стала зіркою реаліті-тб, що найбільше заробила за рік (причому 10 % з них Кім віддала на пожертви).

### Кіно
У 2008 році вийшов пародійний фільм «Нереальний блокбастер», де Кардаш'ян зіграла невелику роль Лізи. За цю роль у 2009 році вона була номінована на Золоту малину в категорії Найгірша жіноча роль другого плану. Потім, у 2009 році вона знялась в чотирьох епізодах драматичного серіалу про професійних серфінгісток «Beyond the Break» та в епізоді Місце злочину: Нью-Йорк. Восени 2011 року заплановано вихід телефільму «Kim's Fairytale Wedding: A Kardashian Event», зйомки якого велись під час весілля Кім Кардаш'ян з Крісом Гамфрісом.
З липня 2010 року Кардаш'ян стала продюсеркою реаліті-шоу «The Spin Crowd», де розповідається про життя двох піар-агентів Джонатана Чебана та Саймона Хака. В кожному епізоді історія ведеться про окрему знаменитість, що потребує послуг цих агентів для виходу в світ.

### Дизайнерство, моделінг та власний бізнес
У 2007 році Кардаш'ян позувала оголеною в грудневому номері журналу «Playboy». В лютому 2009 року компанія Bongo Jeans оголосили Кардаш'ян своїм рекламним обличчям. Також вона була моделлю для відомих марок одягу та знімалася в рекламі Sketchers, Kotex і Quick Trim.
Разом з сестрами Кортні та Хлої Кім Кардаш'ян є власницею мережі бутіків «D-A-S-H», де продаються дизайнерські одяг, сумки, ювелірні вироби, взуття та інші модні аксесуари для жінок. Перший такий магазин було відкрито в 2006 році в Калабасасі, Каліфорнія, другий — 20 травня 2009 року в Маямі. Третій бутік відкрився в Сохо в Нью-Йорку 3 листопада 2010 року.
Восени 2009 року Кардаш'ян повідомила, що сумісно з сестрами збирається стати дизайнеркою одягу модного бренду Bebe, а також розробила колекцію прикрас в етнічному стилі для бренду Virgin Saints and Angels. В лютому 2010 року вийшла лімітована лінія одягу від сестер Кардаш'ян для Bebe. В колекції переважає поєднання таких матеріалів, як бавовна зі шкірою, моделі, які сестри носять щоденно. А серпні 2010 року сестри зібрались запустити лінію K-Dash білизни, купальників, взуття, аксесуарів у телемагазині «QVC» з 10 вересня 2010 року. В листопаді 2010 року Кім представила свою іменну колекцію прикрас для Bebe.

### Інша діяльність
2 травня 2008 презентувала DVD з тренуванням «Workout with Kim Kardashian».
У травні того ж року Кардаш'ян випустила парфуми Kim Kardashian, а в серпні того створила крем для засмаги Kardashian Glamour Tan, який продається лише в мережі магазинів «Sephora». В березні 2011 року в продажу з'явився новий аромат від Кім — Gold, в якому вона поєднала ноти бергамоту, грейпфруту, рожевого перцю, жасмину, троянди та фіалки.
В липні 2010 року в Музеї мадам Тюссо у Нью-Йорку з'явилася воскова фігура Кім Кардаш'ян.
На початку листопада 2010 року стало відомо, що Кардаш'ян збирається записати музичний альбом. Та що вона працює з продюсерами The-Dream, що був номінований на Греммі за найкращу пісню року за сингл Ріанни «Umbrella», та Трікі Стюартом, який відомий роботами «Single Ladies (Put a Ring on It)» та «Me Against the Music», що їх виконували Бейонсе та Брітні Спірс. Прем'єра пісні «Jam (Turn It Up)» відбулася на новорічній вечірці 31 грудня 2010 року в Лас-Вегасі. На початку березня 2011 вийшов сингл. Частину прибутків Кардаш'ян планує віддавати на благодійність в фонд по боротьбі з раком. Пізніше вона повідомила, що ніякого альбому у виробництві нема, є лише пісня і зняте на неї відео, що було зроблено для шоу «Kourtney and Kim Take New York». Пісня отримала виключно негативні відгуки критики та суспільства, а сама Кім була названа найгіршою співачкою у всесвіті реаліті-тб.
23 листопада 2010 року вийшла в світ автобіографія сестер Кардаш'ян — «Kardashian Konfidential». А 27 липня 2011 року Кім повідомила, що їх з сестрами сумісний роман, що вони його планують написати, буде мати назву «Dollhouse» (укр. Ляльковий дім). Раніше сестри оголосили конкурс на своєму сайті серед своїх шанувальників на найкращу назву для книги, переможець отримає гостьову роль в їх творі.

## Активізм
У 2010 році Кім Кардаш'ян долучилася до кампанії Сінді Лопер із сприяння більшої обізнаності про ЛГБТ й поборювання дискримінації негетеросексуальних людей. Захід підтримало чимало знаменитостей: Елтон Джон, Вупі Ґолдберґ, Синтія Ніксон, Клей Ейкен, Джейсон Мраз, Джудіт Лайт, Келлі Осборн та Шерон Осборн.
14 червня 2019 р. Кім Кардаш'ян вдруге за два роки виступила в Білому Домі в підтримку ув'язнених та необхідності реформи тюремної системи. Вона закликала американську владу підтримати її зусилля, щоб допомогти тим, хто покидає в'язницю, знайти роботу і «залишитися на вірному шляху».
У липні 2020 року під час зіткнень на вірмено-азербайджанському кордоні Кардаш'ян закликала зупинити Азербайджан. Наприкінці вересня 2020 року знову публічно підтримала Вірменію під час загострення збройного конфлікту з Азербайджаном через Нагірний Карабах. На думку Кардаш'ян, Вірменія — жертва «необґрунтованого нападу Азербайджану» і подальшої кампанії з дезінформації, коли війну називають «зіткненням». Кардаш'ян закликала відправити в регіон міжнародних спостерігачів, тиснути на Білий дім та запобігти участі в конфлікті Туреччини. У 2023 році закликала Байдена захистити вірмен від Азербайджанців .

## Приватне життя

### Релігія
Кім Кардаш'ян є Християнкою і називає себе «справді релігійною». Вона здобула освіту в християнських школах як пресвітеріанської, так і римо-католицької традиції.
У квітні 2015 року Кардашян і Вест поїхали до вірменського кварталу Старого міста в Єрусалимі, щоб охрестити свою дочку Норт у Вірменській апостольській церкві, одній з найстаріших конфесій орієнтального православного християнства. Церемонія відбулася в соборі Святого Якова. Хлої Кардаш'ян стала хрещеною матір'ю Норт.
У жовтні 2019 року Кім прийняла хрещення під час церемонії в баптистерії Ечміадзінського собору, головного храму Вірменії, та отримала вірменське ім'я Егіне (Հեղինէ, відповідник імені Олена). Тоді ж вона охрестила трьох своїх молодших дітей. Псалом отримав вірменське ім'я Вардан, Чикаго отримала ім'я Ашхен, а Сейнт був хрещений як Григор.

### Стосунки
У січні 2000 року Кардаш'ян одружилася з музичним продюсером Деймоном Томасом. Розлучилася в лютому 2004 року через домашнє насильство чоловіка, що він заперечує, додаючи, що він сам був ініціатором розлучення через постійні зради дружини. У 2007 році почала зустрічатися з зіркою НФЛ Реджі Бушем. Вони то розходились, то сходились, остаточно розійшлись в березні 2010 року.
У квітні 2010 Кардаш'ян ходила на побачення з Кріштіану Роналду, а в липні почала зустрічатися з ресивером «Даллас Ковбойс» Майлзом Остіном, через три місяці пара розпалася. В листопаді 2010 року кілька раз її бачили з моделлю Габріелем Обрі (батьком дитини Геллі Беррі), але в грудні вони були вже не разом.
З грудня 2010 року Кардаш'ян почала зустрічатися з нападником баскетбольної команди «Нью-Джерсі Нетс» Крісом Гамфрісом. 18 травня 2011 Кріс зробив їй пропозицію і подарував 20,5-каратну діамантову обручку Lorraine Schwartz. Їх весілля відбулося 20 серпня 2011 року в Монтесіто, Каліфорнія.Через 72 дні після одруження Кім подала на розлучення у жовтні 2011. Юридично отримала розлучення тільки 3 червня 2013 року.
У квітні 2012 Кардаш'ян почала зустрічатися із Каньє Вестом. 31 грудня 2012 вони оголосили про вагітність, 15 червня 2013 року Кардаш'ян народила дочку Норт, у лікарні Лос-Анджелеса за п'ять тижнів раніше строку. 21 жовтня 2013 на 33-й день народження Кардаш'ян пара заручилась, на орендованому стадіоні AT&T Park у Сан-Франциско. 24 травня 2014 пара одружилася Флоренції, Італії. У травні 2015 року Кім оголосила, що вдруге вагітна, 5 грудня 2015 року народила сина Сейнта. 15 січня 2018 народила дочку Чикаго, 9 травня 2019 року — сина Псалома. У квітні 2021 року пара розлучилася через «непримиренні розбіжності», але продовжує підтримувати товариські стосунки.
У 2006 році Кім Кардаш'ян була втягнута в секс-скандал, отримавши славу зірки домашнього відео. Був викрадений запис її інтимних розваг з тодішнім приятелем R&B-співаком Реєм Джеєм і довго гуляв інтернетом. Спочатку Кардаш'ян заперечувала справжність відео та подала в суд на компанію, що намагалась продавати порно-DVD. 
У 2025 році Кім подала  суд на колишнього чоловіка Каньє Веста за те що він зробив пісню з її неповнолітньої доньки з участю репера Pi Diddy якого звинуватили у згвалтуванні.

### Здоров'я і вагітність
Кардаш'ян публічно обговорювала труднощі під час перших двох вагітностей. Під час першого разу у неї була прееклампсія, що змусило її народити на 34 тижні. Під час обох вагітностей після пологів у неї розвинулося прирощення плаценти, зрештою була проведена операція з видалення плаценти та рубцевої тканини. Після другої вагітності лікарі порадили їй більше не вагітніти; її третя та четверта дитина народилися через сурогатне материнство.
Кардашьян також розповіла про свій псоріаз. У травні 2021 року повідомлялося, що в листопаді 2020 року Кардаш'ян дала позитивний результат тесту на COVID-19. Вона підтвердила це повідомлення, але спростувала повідомлення про те, що підхопила хворобу після організації вечірки на приватному острові.

### Пограбування
У понеділок 3 жовтня 2016 вона була пограбована в своєму номері паризького готелю. П'ятеро осіб, одягнених як поліцейські, увірвалися в її кімнату, поклали Кардаш'ян на підлогу, зв'язали їй руки і ноги, заклеїли рот плівкою та винесли з собою її ювелірні прикраси на суму $10 млн. До її помешкання злодії потрапили, погрожуючи консьєржці. Кім вдалося звільнити руки на зап’ястях і закричати на допомогу. Злодії, знайшовши її скриньку з коштовностями, негайно втекли. 
Після того, як було оголошено про пограбування, кілька критиків висловили скептицизм щодо того, чи було воно інсценованим. 10 жовтня 2016 року було оприлюднено відео, на якому зображена Кардаш'ян відразу після пограбування, коли поліція почала розслідування. На відео видно, як вона використовує мобільний телефон, який, як вона повідомила, вкрадений, що викликало додаткові запитання щодо того, чи були події зрежисовані чи ні. У відповідь Кардаш'ян наступного дня подала позови проти кількох засобів масової інформації та домоглася видалення відео з будь-яких статей, оскільки воно є частиною активного поліцейського розслідування. 25 жовтня 2016 року Кардаш'ян відмовилася від позову, що викликало більше критики, що пограбування було планом привернути увагу ЗМІ. 
9 січня 2017 року французька поліція затримала для допиту у справі про пограбування 17 осіб. Пізніше у 2017 році 16 осіб було заарештовано за ймовірну причетність. У 2020 році стало відомо, що французькі прокурори домагатимуться суду над 12 підозрюваними. Підозрювані, які нібито увійшли до її кімнати, були старшого віку. У 2021 році підозрювані все ще чекали суду, принаймні один із п’ятьох, які заходили в кімнату Кардаш'ян, нібито мав намір відмовитися від звинувачень.

## Громадська позиція
Зі своїми сестрами під час вторгнення Росії підтримала у своєму Instagram Україну, також закликала допомогти. Захопилась вчинками Володимира Зеленського.
Під час війни ізраїльсько-палістінского збройного конфлікту 2023 року, на відміну від своєї сестри Кайлі, яка підтримала Ізраїль, вона зробила нетральний пост, але підтримала мирних жителів, які постраждали від нападу терористів Хамас. Вона закликала до миру між євреями і палестинцям.

## Активізм
Під час інтерв'ю з Кейті Вівер з GQ для випуску за липень 2016 року Кардаш'ян назвала себе демократкою і заявила про свою підтримку Гілларі Клінтон на президентських виборах у США 2016 року .
У січні 2017 року вона опублікувала в Twitter таблицю статистики, яка стала вірусною, висвітлюючи статистичні дані, які показують, що насильство з використанням зброї в Сполучених Штатах щорічно вбиває 11 737 людей, тоді як тероризм у Сполучених Штатах вбиває 14 людей на рік. У грудні 2017 року твіт було згадано Королівським статистичним товариством в оголошенні про «Міжнародну статистику року» за 2017 рік. Під час поїздки до Уганди в жовтні 2018 року вона та її колишній чоловік зустрілися з президентом Йовері Мусевені. У них була прес-конференція, і Каньє розповів про туризм в Уганді. Їх критикували за зустріч з Мусевені через те, що він був диктатором і його репресії проти опозиції та ЛГБТ-спільноти Уганди.
У квітні 2019 року Vogue повідомив, що Кардаш'ян готується здати іспит на адвоката; замість того, щоб відвідувати юридичну школу, вона «читає право». У 2021 році Кардаш'ян сказала, що вдруге провалила іспит на першому курсі права (Baby Bar), показавши «трохи гірші результати», ніж під час першої спроби на початку року. У грудні 2021 року вона з четвертої спроби склала іспит з права «бебі-бар».
У 2020 році Кардаш'ян засудила дії Азербайджану в нагірно-карабахському конфлікті 2020 року та висловила підтримку Вірменії та Республіки Арцах. 20 листопада 2021 року повідомлялося, що Кардаш'ян та англійський футбольний клуб «Лідс Юнайтед ФК» за допомогою Моше Маргерттена з Асоціації Цедек фінансово допомогли афганським футболісткам безпечно дістатися до Англії. Жінки та дівчата втекли з Афганістану після захоплення Талібаном, але застрягли в Пакистані.

### Визнання геноциду вірмен
Кардаш'ян пишається своїм вірменським і шотландським походженням. Вона не є громадянкою ні Вірменії, ні Сполученого Королівства, і не розмовляє вірменською. Кім неодноразово виступала за визнання геноциду вірмен і закликала президента Барака Обаму та уряд Сполучених Штатів розглянути можливість його визнання. У квітні 2016 року Кардаш'ян написала статтю на своєму веб-сайті, в якій засудила The Wall Street Journal за розміщення реклами FactCheckArmenia.com, яка заперечувала геноцид вірмен. У квітні 2021 року Кардаш'ян написала листа президенту Джо Байдену, в якому подякувала йому за офіційне визнання геноциду вірмен і те, що він став першим президентом Сполучених Штатів, який зробив це.
У квітні 2015 року Кардаш'ян разом зі своїм чоловіком, сестрою Хлої та старшою дочкою поїхала до Вірменії та відвідала Меморіал геноциду вірмен Цицернакаберд в Єревані. 10 жовтня 2020 року Кардаш'ян оголосила, що пожертвувала 1 мільйон доларів на фонд Armenia Fund, гуманітарну організацію, яка підтримує розвиток Вірмені.

### Тюремна реформа та захист помилування
Кім працювала у сфері тюремної реформи, виступаючи за пом’якшення вироку Крісу Янгу, а також Еліс Марі Джонсон, жінці, яка отримала довічне ув’язнення за перший злочин, пов’язаний з наркотиками, будучи лідеркою великої кокаїнової групи в США. Теннессі, яку надав президент Дональд Трамп у червні 2018 року. Разом з Ван Джонсом і Джаредом Кушнером вона відіграла важливу роль у переконанні президента Трампа підтримати Закон про перший крок, який запровадив серйозні реформи в пенітенціарній системі США. Пізніше Ван Джонс заявив, що без Кардаш'ян акт ніколи б не пройшов, оскільки він не отримав би підтримки президента. Пізніше він був прийнятий переважною більшістю в Сенаті США.
У 2019 році Кардаш'ян значною мірою профінансувала кампанію 90 днів до свободи, ініціативу адвокатів Бріттані К. Барнетт і Майенджел Коді звільнити ненасильницьких злочинців, які вчинили наркотики, від довічного ув'язнення. У результаті 17 осіб було звільнено відповідно до положень Закону про перший крок. 
У квітні 2022 року Кардаш'ян виступила за помилування Мелісси Лусіо, єдиної жінки латиноамериканського походження в камері смертників у Техасі, у серії твітів. Лусіо засуджена до смертної кари за жорстоке поводження та смерть її дочки, якій було два роки. Кім написала у Твіттері: «Нещодавно я прочитала про випадок Меліси Лусіо і хотіла поділитися з вами її історією. Вона перебувала в камері смертників понад 14 років через трагічну випадковість смерті її дочки». Того ж дня Кардаш'ян видалила серію твітів. Коли 25 квітня Лусіо було дозволено відстрочити страту, Кардаш'ян відсвяткувала це у своїх соціальних мережах.
У липні 2022 року Кардаш'ян висловила підтримку та подала петицію про звільнення реперки Гунни, яка була ув’язнена без застави за одним пунктом звинувачення в порушенні Закону про корумповані організації, які перебувають під впливом рекетирів. Однак у жовтні того ж року Гунні знову відмовили у звільненні з в'язниці напередодні січневого суду над ним. У грудні Гунна визнала себе винною за одним звинуваченням у рекеті та була засуджена до п’яти років ув’язнення, один рік замінено на відбутий термін, а решту терміну умовно з умовою випробувального терміну. Незабаром його звільнили з в'язниці, а замість цього призначили 500 годин громадських робіт.